# Шэддикс, Джекоби
Джеко́би Дако́та Шэ́ддикс (англ. Jacoby Dakota Shaddix, р. 28 июля 1976, Марипоса, штат Калифорния) — вокалист группы Papa Roach. Также известен под псевдонимами Коби Дик (использовал его на альбоме Infest, до 2001 года), Джонни Водка и Дакота Голд. В 2002—2004 годах работал над сторонним проектом — пост-хардкор/метал-группой Fight the Sky, где использовал псевдоним Джон Доу. Также некоторое время Шэддикс был ведущим шоу Scarred канала MTV.

## Биография
Джекоби Шэддикс учился в Вакавилльской Средней Школе в городе Вакавилль вместе с Дэйвом Бакнером, где играл на кларнете в школьном оркестре.
С 17 лет Джекоби работал посудомойщиком и охранником госпиталя, чтобы иметь деньги для съёма квартиры на двоих со своим другом. Это продолжалось до 1999 года, когда Шэддикс окончательно решил посвятить себя музыке.
19 июля 1997 года женился на своей подруге Келли. У пары родилось трое детей: Макейль Сиело Шэддикс (англ. Makaile Ciello Shaddix, род. 24 марта 2002 года), Джаггер Шэддикс (англ. Jagger Shaddix, род. 13 сентября 2004 года) и Брикстон Габриэль Шэддикс (англ. Brixton Gabriel Shaddix, род. 17 сентября 2013 года).
Шэддикс снялся в фильме ужасов под названием The Invited, который должен был выйти в прокат в 2010 году, но стал доступен для просмотра только по заказу через Vimeo 18 октября 2013 года. В саундтрек к фильму вошла песня Papa Roach «Harder Than a Coffin Nail».

## Появления в качестве гостя или соисполнителя

### 2003
- в песне «Anxiety» с альбома группы Black Eyed Peas — Elephunk;
- в песне «Conquer The World» с альбома группы Die Trying — Die Trying;
- камео в видеоклипе «Oxygen’s Gone» группы Die Trying;[3]
- в песне «Come Apart» с альбома группы Reach 454 — Reach 454;
- в песне «Don’t Look Back», записанной для фильма Biker Boyz в качестве саундтрека. (совместно с группой N*E*R*D). Также можно найти демоверсию данной композиции, она называется «Just Go» и вышла на официальном сборнике лучших песен To Be Loved…: The Best of Papa Roach.

### 2005
- в песне «Forever In Our Hearts», с благотворительного концерта жертвам цунами (Tsunami Relief).[4]

### 2006
- в песне «Americans» с альбома группы X-Clan — Return From Mecca;
- в песне «Phoenix and the Fall» с EP группы Fight of Your Life — The Phoenix.

### 2007
- в демопесне «Out Of Control», записанной совместно с Mams Taylor и барабанщиком Travis Barker.

### 2008
- камео в клипе «Saints of Los Angeles» группы Mötley Crüe.[5]

### 2010
- в песне Mams Taylor «Outta Control» (на YouTube ранее была выложена часть демо данной песни, называлась «Forgot How to Love»);[6]
- кавер Deep Purple «Smoke on the Water» на альбоме Santana «Guitar Heaven: Santana Performs the Greatest Guitar Classics of All Time».

### 2011
- в песне группы Skindred  — «Warning»;
- камео в клипе P.O.D.  — «On Fire»;
- в песне Shahnaz — «Not the End of the World».[7]

### 2013
- в песне группы Lonely Kings — «Promises».[8]

### 2014
- в песне группы Glamour of the Kill  — «Out of Control» .

### 2015
- в песне группы Coldrain  — «Runaway».

### 2017
- в песне группы Nothing More  — «Don’t Stop».

### 2018
- в песне группы Within Temptation  — «The Reckoning».

### 2019
- в песне гитариста Lamb Of God Марка Мортона — «Sworn Apart».
- в песне группы The Hu — «Wolf Totem».

### 2020
- в клипе группы Hollywood Undead — «Heart Of A Champion».

### 2021
- в клипе группы Ice Nine Kills - "Hip to Be Scared"

## Fight the Sky
Fight the Sky — это группа, играющая метал и известная в большей степени благодаря тому, что является сайд-проектом Шэддикса.

### История
Образована в 2002 году в городе Сакраменто, штат Калифорния тремя друзьями: Уэйдом Кхаилом, Джеем Ингрэмом и Али Абришами. Вскоре к ним присоединился Джон Доу (Джекоби Шэддикс).
Fight the Sky заключили контракт с лейблом El Tonal и записали свой дебютный альбом, Seven Deadly Songs. Запись происходила примерно в январе-феврале 2004 года в студии Velvet Tone Studios.
Со времени записи альбома ни одной новости от группы не было (в том числе и информации о дате релиза альбома), однако при желании можно ознакомиться с демозаписями.

### Состав группы
- Джон Доу — вокал
- Уэйд Кхаил — гитара. C 1997 года — гитарный техник гитариста группы Papa Roach Джерри Хортона.
- Джей Ингрэм — барабаны. Владеет компанией под названием «Ascensive Marketing & Promotions», которая занимается промоушеном клубов и музыкальных групп в городе Сакраменто. Появлялся в клипах Papa Roach «Last Resort» и «Time And Time Again» (версия для США).
- Али Абришами — бас-гитара.